# 倗國
倗国，先秦西周时期的诸侯国。在今山西省运城市绛县，其范围在晋国附近，历史上无文献记载。

## 考古
2004年4月，绛县横水西周墓被发现。2004年底，山西省考古所开始全面发掘横水西周墓。2006年1月15日，在清理绛县横水西周墓1、2号墓出土的器物时，考古学家在八件青铜器中发现了刻有“倗伯”和“倗伯乍毕姬宝旅鼎（盘、簋）”铭文。专家推测，这两座古墓的主人是倗国的国君“倗伯”及其夫人。根据分子人类学，可能是倗伯的墓葬編號M2158的墓主的人类Y染色体DNA单倍型类群是Q1a1a1a。